# Johann Kerer
Johann Kerer (2. října 1808 Bruneck – 9. srpna 1867 Obernberg am Brenner), byl rakouský právník, vysokoškolský pedagog a politik německé národnosti, v 2. polovině 19. století poslanec Říšské rady.

## Biografie
Vytudoval práva na Innsbrucké univerzitě. Roku 1835 získal titul doktora práv. Pracoval pak u komorské prokuratury v Innsbrucku. Od března 1846 byl suplentem na Innsbrucké univerzitě na tamní katedře politických věd a dějin práva. Roku 1847 se na této vysoké škole stal řádným profesorem pro dějiny práva, politické vědy a statistiku. V letech 1849–1850 a 1860–1861 byl rektorem této univerzity. V letech 1851–1852 a 1859–1860 byl děkanem.
Během revolučního roku 1848 se zapojil do politiky. Roku 1848 byl za obvod Silz zvolen do celoněmeckého Frankfurtského parlamentu. Podílel se na jeho jednáních od 18. května 1848 do 14. dubna 1849. Patřil zde k frakci Katolická jednota. Od května 1848 rovněž vydával spolu s P. A. Jägrem týdeník Volksblatt für Tirol und Vorarlberg, který plnil roli tiskového orgánu Katolické ústavní jednoty pro Tyrolsko a Vorarlbersko.
Po obnovení ústavní vlády se opět zapojil do politiky. Od roku 1861 byl poslancem Tyrolského zemského sněmu. Zemský sněm ho roku 1861 delegoval i do Říšské rady (tehdy ještě volené nepřímo) za Tyrolsko (coby virilista, rektor univerzity). K roku 1861 se uvádí jako profesor, bytem v Innsbrucku. Opětovně se v zemském sněmu objevil v letech 1865–1867, nyní za kurii venkovských obcí, obvod východní Tyrolsko.